# Hacktivist
Hacktivist és un grup anglès de rap metal format a Milton Keynes l'any 2011. Va publicar un EP homònim el 2012, seguit del seu àlbum d'estudi de debut Outside the Box el 2016.

## Història
Hacktivist va començar el 2011 quan el guitarrista Timfy James va deixar la seva banda anterior Heart of a Coward. James afirma que la formació de Hacktivist va ser una «casualitat», sense cap intenció de desenvolupar aquest estil, tot i que el grup va néixer quan el seu company J Hurley, un raper local amb cap experiència en l'escena metalera, va començar a gravar veus sobre algunes cançons de James. Amb el temps, James va decidir crear una formació completa, incorporant Richard Hawking a la bateria, Josh Gurner al baix i Ben Marvin (antic company de James a Heart Of A Coward) com a segon vocalista. La banda va començar a treballar en un EP l'any 2012 i el senzill «Unlike Us» va arribar al número 2 a les llistes de metal d'Amazon UK en 48 hores aconseguint sonar a la BBC Radio 1.
Després del llançament de l'EP Hacktivist, el grup va iniciar una gira amb Enter Shikari i Korn, actuant en festivals europeus com Sonisphere Festival, Download Festival i Rock am Ring and Rock im Park l'estiu de 2013. A continuació va realitzar una versió de «Niggas In Paris» de Jay-Z i Kanye West.
El grup ha donat suport al col·lectiu de hacktivisme Anonymous i als whistle-blowers Edward Snowden i Chelsea Manning als quals fan referència a la cançó «Cold Shoulders».
Després del llançament del senzill «Buszy» el 17 de gener de 2016, el seu àlbum d'estudi debut Outside the Box va veure la llum el 4 de març de 2016.
El 20 de gener de 2017 es va anunciar que Hacktivist i Ben Marvin s'estaven separant a causa dels compromisos familiars de Ben, i el vocalista Jot Maxi va ser incorporat com a nou cantant. El 28 de març de 2018 es va anunciar que Hacktivist i Timfy James s'havien separat. Després d'això, la banda va reclutar James Hewitt com a nou guitarrista i productor. Hewitt havia estat tocant en directe i escrivint material nou amb la banda des del juny de 2018. El 2021, la banda va presentar un videoclip de la cançó titulada «Planet Zero», la qual tracta la destrucció ambiental i la decadència de la societat.

## Estil musical
La música de Hacktivist és una barreja de diversos estils. Es destaquen per utilitzar guitarres de vuit cordes i baixos de sis cordes, tots dos afinats en drop E per aconseguir un so extremadament greu, distorsionat i fosc, així com passatges ambientals i un estil de producció de «paret de so». Les seves veus són principalment rapejades, encara que també fan ús de melodia i de veus guturals. Escriuen les seves lletres col·lectivament, centrant-se en temes polítics com l'anarquisme, les teories de la conspiració, la corrupció governamental, la censura, la crítica a les armes de foc, la unitat contra l'opressió i altres qüestions socials i econòmiques.
La música de la banda ha estat descrita com a rap metal i grime, o com la fusió de djent i nu metal. També s'ha afirmat que utilitza elements de groove metal. Els seus riffs de guitarra han estat descrits com una reminiscència tant de Meshuggah com de bandes de nu metal com Limp Bizkit o Korn.

## Discografia

### Àlbums d'estudi
- Outside the Box (2016, UNFD/Rise Records)
- Hyperdialect (2021, UNFD Records)

### EP
- Hacktivist (autoedició del 2012, llançament del 2013 amb Wake to Reality/PIAS Recordings)
- Over-Throne (2016, UNFD/Rise Records)